# Last Resort (série télévisée)
Pour les articles homonymes, voir Last Resort.
Last Resort, ou Le Dernier Repaire au Québec, est une série télévisée américaine en treize épisodes de 42 minutes créée par Shawn Ryan et diffusée entre le 27 septembre 2012 et le 24 janvier 2013 sur le réseau ABC et en simultané sur le réseau Global au Canada.
En France, la série a été diffusée du 18 juillet 2013 au 22 août 2013 sur Canal+ et dès le 5 septembre 2015 sur AB1. Au Québec, à compter du 6 février 2014 sur Ztélé. En Suisse, à partir du 22 mars 2014 sur RTS Deux. En Belgique, Last Resort est diffusé depuis 16 décembre 2019 sur RTLplay. 

## Synopsis
La série suit l'équipage de l'USS Colorado, sous-marin nucléaire lanceur d'engins de Classe Ohio de l'US Navy. Le sous-marin reçoit un ordre de tir de missiles nucléaires vers le Pakistan ; toutefois, si l'ordre a un code d'authentification valide, il passe par un canal secondaire d'urgence alors que le canal officiel est parfaitement opérationnel, ce qui viole le protocole de lancement nucléaire. Mais quand le Colorado demande confirmation de l'ordre de tir par le canal officiel, un autre navire américain les prend pour cible. À la suite de cette agression, ils deviennent ennemis de leur propre pays et s'emparent de l'avant-poste de surveillance de l'OTAN situé sur l'île fictive Sainte Marina, déclarant cette île pays souverain avec capacités nucléaires. L'équipage doit trouver le moyen de prouver son innocence et confondre le véritable responsable pour espérer rentrer chez eux, tout en prenant garde aux tentatives d'autres pays de s'emparer d'un SNLE américain et des secrets qu'il renferme.

## Distribution

### Acteurs principaux
- Andre Braugher (VF : Gilles Morvan) : Capitaine Marcus Chaplin, commandant de l'USS Colorado
- Scott Speedman (VF : Xavier Fagnon) : Lieutenant-Commandant Sam Kendal, officier en second de l'USS Colorado
- Daisy Betts (VF : Hélène Bizot) : Lieutenant Grace Shepard, navigatrice de l'USS COlorado
- Camille de Pazzis (VF : elle-même) : Sophie Girard, chef de l'avant-poste de l'OTAN de Sainte Marina
- Dichen Lachman (VF : Sybille Tureau) : Tani Tumrenjack, propriétaire du bar de Sainte Marina
- Daniel Lissing (VF : Axel Kiener) : Maître James King des Navy SEALs
- Sahr Ngaujah (en) (VF : Sidney Kotto) : Julian Serrat, trafiquant de drogue
- Autumn Reeser (VF : Fily Keita) : Kylie Sinclair, lobbyiste de Washington
- Jessy Schram (VF : Sandra Valentin) : Christine Kendal, femme du Lieutenant-Commandant Sam Kendal
- Robert Patrick (VF : Hervé Furic) : Major Joseph Prosser[7], Chief of the boat de l'USS Colorado

### Acteurs récurrents et invités
- Jessica Camacho (VF : Laurence Bréheret) : Maître Principal Pilar Cortez
- Michael Ng (VF : Fabrice Fara) : Premier Maître Cameron Pitts, officier sonar de l'USS Colorado
- David Rees Snell (VF : Philippe Bozo) : Barry Hopper, U.S. Navy SEAL
- Daniel Bess (VF : Geoffrey Vigier) : Lieutenant Chris Cahill, officier des communications de l'USS Colorado
- Will Rothhaar (en) (VF : Laurent Jacquet) : Officier Josh Brannan
- Jay Karnes (VF : Cyril Artaux) : William Curry, Secrétaire à la Défense des États-Unis
- Bruce Davison (VF : Michel Laroussi) : Amiral Arthur Shepard, le père de Grace
- Omid Abtahi (VF : Stéphane Pouplard) : Nigel, technicien de l'avant-poste de l'OTAN de Sainte Marina
- Jason Quinn (VF : Luc Boulad) : Jones
- Jay Hernández (VF : Didier Cherbuy) : Paul Wells, avocat du gouvernement américain
- Michael King (VF : Damien Boisseau) : Kevin Hawkes
- Michael Gaston (VF : Philippe Peythieu) : Bennett Sinclair, industriel et père de Kyle
- Jesse Luken (en) (VF : Pascal Grull) : Wallace
- Michael Mosley (VF : Xavier Béja) : Hal Anders
- Gideon Emery (VF : Michel Vigné) : Agent Booth de la CIA
- Chin Han (VF : Pierre Laurent) : Ambassadeur Zheng Min, émissaire du gouvernement chinois
- Carlos Leal : Juan Carlos
- Jason Beghe : Wes Porter
- Sam Page : Frère de Kylie
- Ernie Hudson : Conrad Buell, Président de la Chambre des représentants des États-Unis
- Peter Martorano : Président Bolton

- Version française
Société de doublage : Audiophase[8]
Direction artistique : Philippe Chatriot[8]

Source VF : Doublage Séries Database

## Production

### Développement
Le développement de la série a débuté en août 2011. Martin Campbell a été choisi pour réaliser le pilote qu'ABC a commandé en janvier 2012.
Le 11 mai 2012, ABC a commandé la série et lui a attribué quatre jours plus tard la case horaire du jeudi à 20 h.
Le 19 octobre, devant les audiences décevantes, ABC a commandé deux scripts supplémentaires.
Le 16 novembre, ABC a mis fin à la série, mais les treize épisodes produits seront tous diffusés.

### Casting
Les rôles ont été attribués: Daniel Lissing, Andre Braugher, Daisy Betts, Autumn Reeser, Scott Speedman et Camille de Pazzis, Sahr Ngaujah (en), Dichen Lachman, Robert Patrick, Bruce Davison et Max Adler, Omid Abtahi, et Matt Gerald, David Rees Snell et Jessy Schram. À la fin mai, Robert Patrick, qui était invité dans le pilote, est promu à la distribution principale.
À partir de l'été, la production invite Jay Karnes, Jay Hernández, Michael Mosley, Michael Gaston, Jason Beghe, Sam Page et Ernie Hudson.

### Fiche technique
- Titre original : Last Resort
- Titre français : Last Resort
- Création : Shawn Ryan et Karl Gajdusek
- Réalisation : Michael Offer, Martin Campbell, Steven DePaul, Billy Gierhart, Lesli Linka Glatter, Kevin Hooks, Gwyneth Horder-Payton, Christopher Misiano, Paris Barclay et Clark Johnson
- Directeurs de la photographie : Krishna Rao, Randy Tomlinson et Rohn Schmidt
- Distribution : Rebecca Mangieri et Wendy Weidman
- Montage : Amy M. Fleming, Erik Presant, Justin Krohn, Kevin Casey, Angela M. Catanzaro et J. Kathleen Gibson
- Création des décors : James H. Spencer
- Création des costumes : Laura Goldsmith et Kathryn Morrison
- Musique : Robert Duncan
- Effets spéciaux de maquillage : Michael Mills et Felicity Bowring
- Supervision des effets spéciaux : Eric Frazier
- Effets spéciaux visuels : Fuse FX
- Productrice : Jean Higgins
- Producteurs exécutifs : Karl Gajdusek, Marney Hochman, Shawn Ryan, Kevin Hooks et Martin Campbell
- Coproducteur : Nicolas Bradley
- Coproducteurs exécutifs : Ron Fitzgerald, Patrick Massett et John Zinman
- Producteur associé : Alejandro Espinoza
- Sociétés de production : Big sun productions - Midd kid productions - Sony Pictures Television
- Compagnie de distribution : ABC

### Lieux de tournage
- Oahu (Hawaï)

## Épisodes
1. Désobeissance (Captain)
2. Tirs fratricides (Blue on Blue)
3. Ultimatum (Eight Bells)
4. Le choix (Voluntold)
5. La négo (Skeleton Crew)
6. Mauvais Trip (Another Fine Navy Day)
7. Suspicions (Nuke It Out)
8. Crime de guerre (Big Chicken Dinner)
9. Prise d'otages (Cinderella Liberty)
10. Exfiltration (Blue Water)
11. Tête brûlée (Damn the Torpedoes)
12. Putsch (The Pointy End of the Spear)
13. Partir en beauté (Controlled Flight Into Terrain)

## DVD
La série est sortie sur le support DVD en France :
- Last Resort : L'intégrale de la série (coffret 3 DVD-9 Keep Case) chez Sony Pictures Home Entertainment depuis le 9 octobre 2013. Le ratio image est 1.78.1 panoramique 16/9 avec l'audio en français et allemand 2.0 et anglais 5.1. Les sous-titres présents sont en français, anglais, allemand, arabe, grec, néerlandais, portugais, tamoul et turc. En suppléments, 13 modules sur les coulisses de la série[36].